# Кімарк
Кімарк (валл. Kimarcus), відповідно до твору Джефрі Монмутського, вісімнадцятий Міфічний король Британії, племінник короля Сісіла I. 